# چشمه بلقیس چرام
باغ چشمه بلقیس و برج تاریخی مربوط به دوران‌های تاریخی پس از اسلام است و در ۴ کیلومتری جنوب شرق شهر چرام و در مسیر جاده چرام-گچساران قرار دارد، و این اثر در تاریخ ۷ مهر ۱۳۸۱ با شمارهٔ ثبت ۶۲۸۸ به‌عنوان یکی از آثار ملی ایران به ثبت رسیده است. این چشمه یکی از جاذبه‌های مهم گردشگری استان کهگیلویه و بویراحمد است.

## تاریخ باغ

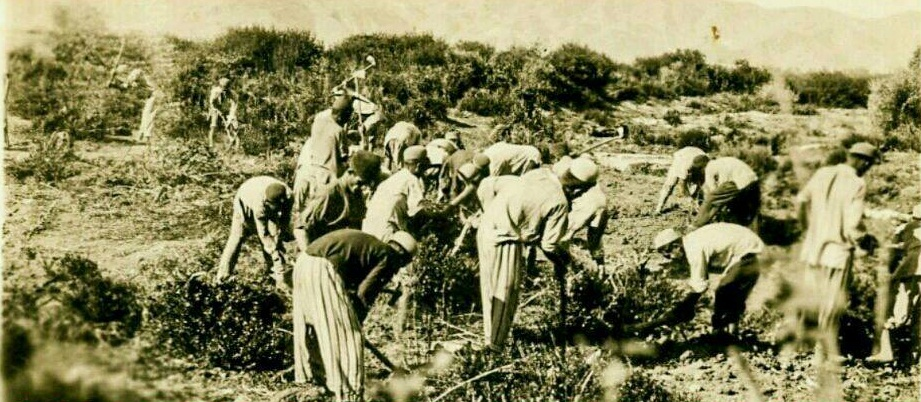
کارگران حین ساخت باغ در سال ۱۳۲۴ خورشیدی

از تاریخ باغ اطلاعات دقیقی در دسترس نیست ولی باغ فعلی چشمه بلقیس در اوایل دوره پهلوی احداث شده‌است. این باغ از شرق به جاده چرام ـ گچساران، از جنوب به اراضی کشاورزی، از غرب به باغ جهاد کشاورزی (باغ عمران) محدود می‌شود. تاریخچه نام گذاری این باغ به نام چشمه بلقیس به گفته محمد چرامی از بنیان گذاران بنای فعلی باغ به زمانی که باغ به شکل امروزی احداث گردید برمیگردد، زمانی که ساخت بنای کنونی باغ به پایان رسید به جهت اینکه بلقیس در اساطیر ایرانی نماد زیبایی بود برای این باغ نام بلقیس انتخاب شد که بعداً به نام چشمه بلقیس معروف شد. باغ چشمه بلقیس تا قبل از سال ۱۳۲۳ یک بیشه زار از درختان بید و زبان گنجشک بود و در سال ۱۳۲۳ کار احداث باغ به شکل امروزی آغاز شد، ابتدا درختان بید و سایر علف‌ها و بوته‌های هرز ریشه کن شدند و سپس اب چشمه‌های موجود در باغ با لوله گذاری هدایت شد و جویبارها ساخته شدند، پس باغ سنگ‌فرش شد و کلکسیونی از درختان زینتی به روش‌های مختلفی تهیه گردیده و در باغ کاشته شد. در وسط باغ گودالی وجود داشت که حین حفاری و ساخت حوض مرکزی در ان گودال بقایای حوض قدیمی پیدا شد که مربوط به معماری قدیمی ان می‌باشد. کار احداث باغ کنونی در سال ۱۳۳۶ پایان یافت. در سال ۱۳۹۳ مجدداً باغ نوسازی شد که حین این نوسازی آبشار مصنوعی و پل‌های شیشه‌ای، نوسازی حوض مرکزی و همچنین افزایش تعداد سکوهای مخصوص اسکان خانواده در داخل باغ و در کنار باغ آلاچیق‌هایی برای اسکان شبانه‌روزی مسافران ایجاد گردید.

## معماری باغ

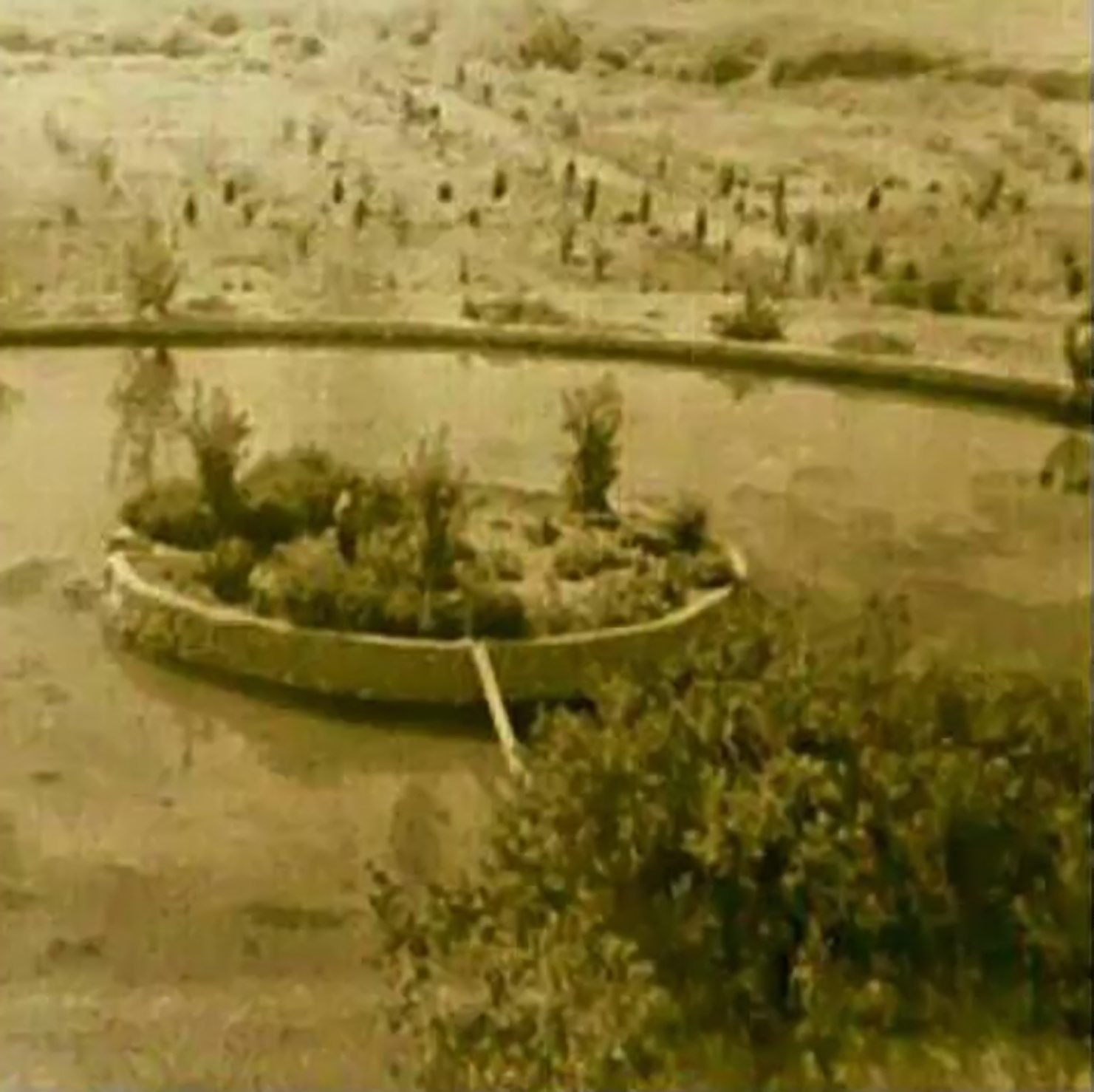
طراحی اولیه حوض باغ و درختان

نقشه رود ها، جاده و چشمه های باغ

این باغ توسط فوران آب چشمه‌های اصلی و چندین چشمهٔ فرعی آبیاری می‌شود. آب این چشمه‌ها بوسیله لوله‌هایی که جهت کنترل اب آنها کار گذاشته شده در نهرهایی کوچک و بزرگ در باغ جریان می‌یابد که در نهایت رودخانه باغ، حوض مرکزی و حوضچه‌های باغ و جوی‌های تغذیه باغ را می‌سازند. جویی بزرگ که بخشی از اب این چشمه‌های را هدایت می‌کند و خود به دو جوی بزرگ و جوی کوچک تقسیم می‌شود کار تغذیه اب حوض مرکزی باغ را انجام می‌دهد، سپس از طریق جویی دیگر اب حوض مرکزی تخلیه شده و به رود خروجی که اب باغ را به سمت شالیزار‌های چرام می‌رساند هدایت می‌شود و در نهایت به رودخانه نازمکان چرام می‌ریزد که خود این رود به سد کوثر منتهی می‌شود. جویی دیگر که رودخانه کوچک درون باغ را می‌سازد در طول باغ امتداد میابد و در نهایت به شالیزارهای چرام منتهی می‌شود. این باغ مساحتی در حدود ۵۵۴۰۲ متر مربع دارد. در بخش شمال غربی باغ یک برج استوانه‌ای به ارتفاع ۱۵ متر و قطر ۷ متر قرار دارد. در قسمت شرقی باغ صخره‌ای بزرگ به ارتفاع ۲۰ متر وجود دارد که محل آبشار باغ می‌باشد که این آبشار در نوسازی سال ۱۳۹۳ به صورت مصنوعی ایجاد گردید. در مرکز باغ حوض مرکزی دایره‌ای به شعاع ۱۰ متر و عمق ۱/۵ متر وجود دارد که دارای دو ورودی و یک خروجی می‌باشد، در مرکز این حوض بزرگ جزیره دایره‌ای کوچکی وجود دارد که در آن چندین درخت کاشته شده است. در این باغ گیاهان مختلفی وجود دارد که در دو دسته درختان، گیاه زینتی و گل‌ها دسته‌بندی مشوند. درختان باغ به دو دسته درختان میوه دارد از جمله گردو، گلابی، سیب، لیمو ترش، خرمالو، پرتقال، نارنگی، انجیر، انگور، توت، نارنج و نخل و درختان زینتی دسته‌بندی می‌شوند. گل‌ها و گیاهان زینتی باغ نیز شامل گل‌های متنوعی از جمله شناخته‌ترین نوع آنها گل پیچک، گل رز و گل‌های متنوع دیگری مشود. برای اسکان خانواده‌ها در درون باغ سکو‌هایی برای نشتن خانواده‌ها و همچنین منقل‌هایی از جنس سیمان برای طبخ انواع کباب وجود دارد. برای اتراق و اسکان شبانه‌روزی نیز تعدادی آلاچیق در بخش شمالی باغ احداث گردیده. باغ مجهز به سرویس بهداشتی در درون باغ و همچنین ورودی باغ دکه‌هایی نیز برای تهیه انواع بیسکویت و … وجود دارد. باغ دارای سیستم برق رسانی برای نور چراغ‌های درون باغ و پمپاژ اب آبشار باغ می‌باشد.

## باغ عمران و بِرکنا
در کنار باغ چشمه بلقیس باغ عمران وجود دارد که تاریخ ساخت ان با تاریخ ساخت باغ چشمه بلقیس یکی می‌باشد، ولی این باغ در اختیار آموزش و پرورش می‌باشد و امکان بازدید برای عموم فراهم نمی‌باشد، ساختار باغ تا حد زیادی شبیه به باغ چشمه بلقیس می‌باشد و دارای یک حوض مرکزی می‌باشد. چشمه برکنا نیزمعماری شبیه با باغ چشمه بلقیس دارد و در فاصله ۱ کیلومتری باغ چشمه بلقیس در شالیزارهای چرام قرار دارد.

## نگارخانه
- چرام جز مناطق گرمسیری و خشک هست و در اواسط بهار تمامی علف‌ها خشک می‌شوند، تمامی تصاویر در فاصله زمانی یک هفته و در ماه آخر بهار تهیه شده، جلوه باغ به خصوص از نظر پوشش گیاهی و علف‌ها در اوایل فصل بهار بسیار زیباتر و سرسبز تر می‌باشد.

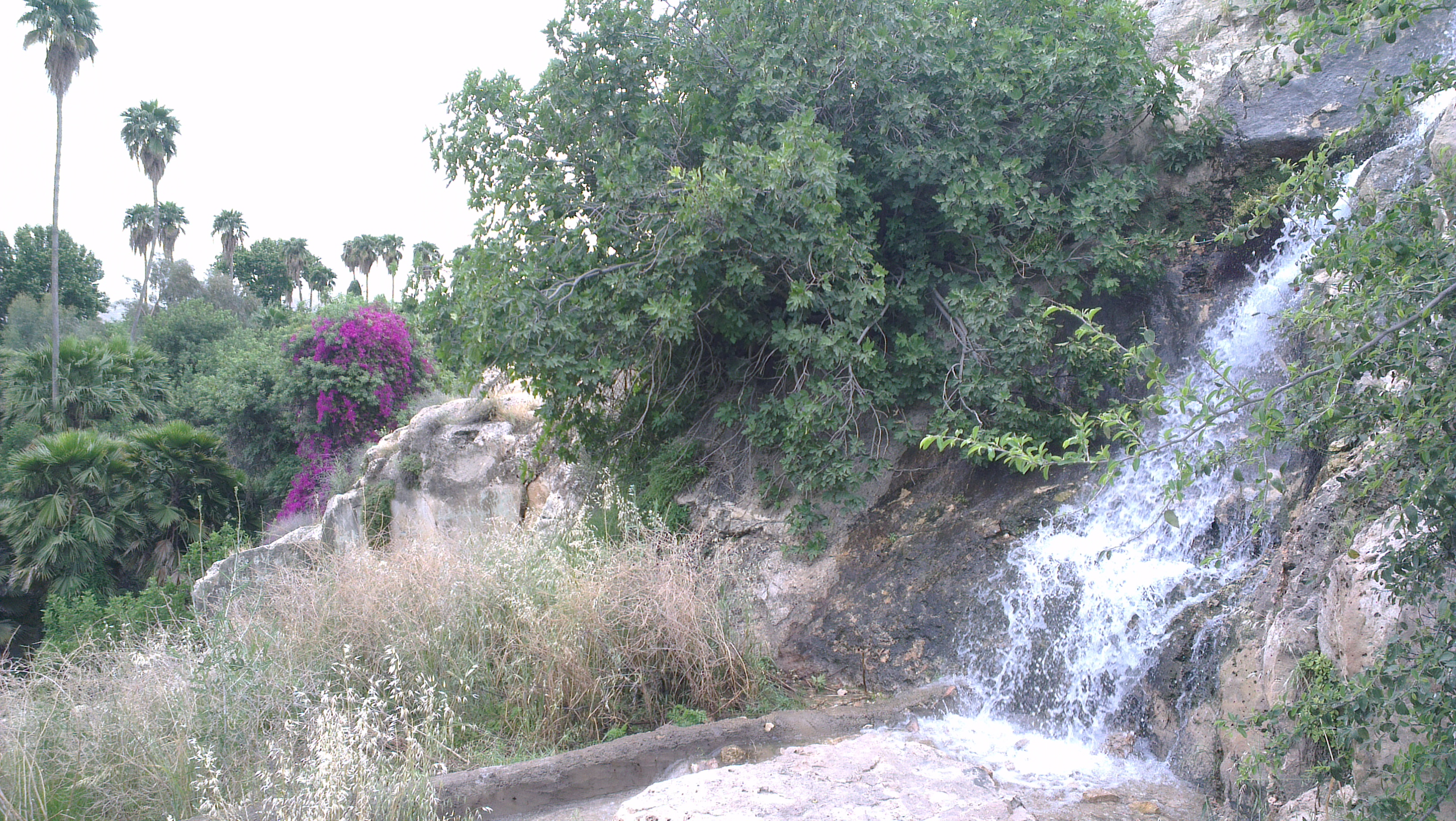
ابشار چشمه بلقیس از بالا
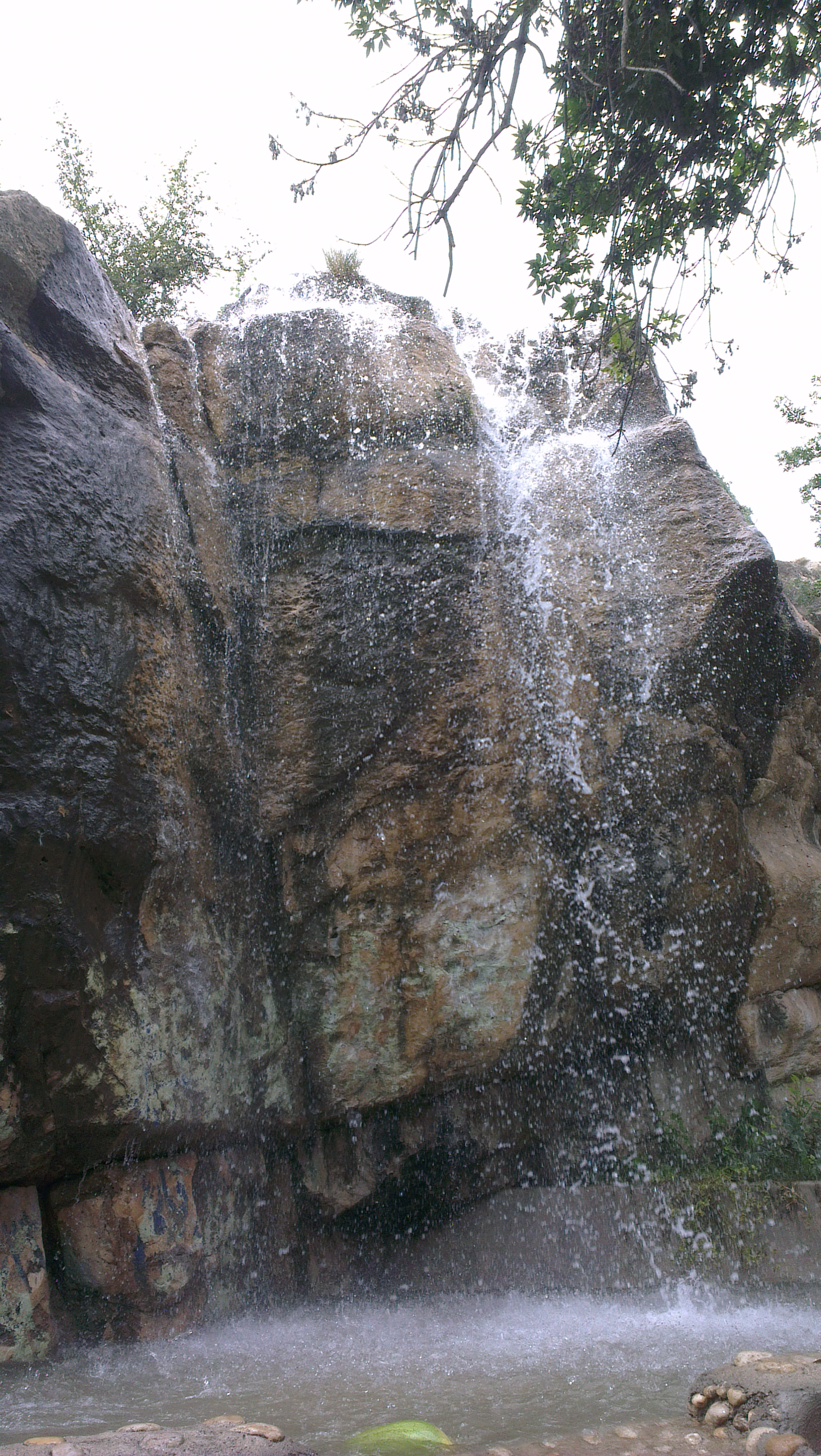
ابشار چشمه بلقیس از پایین
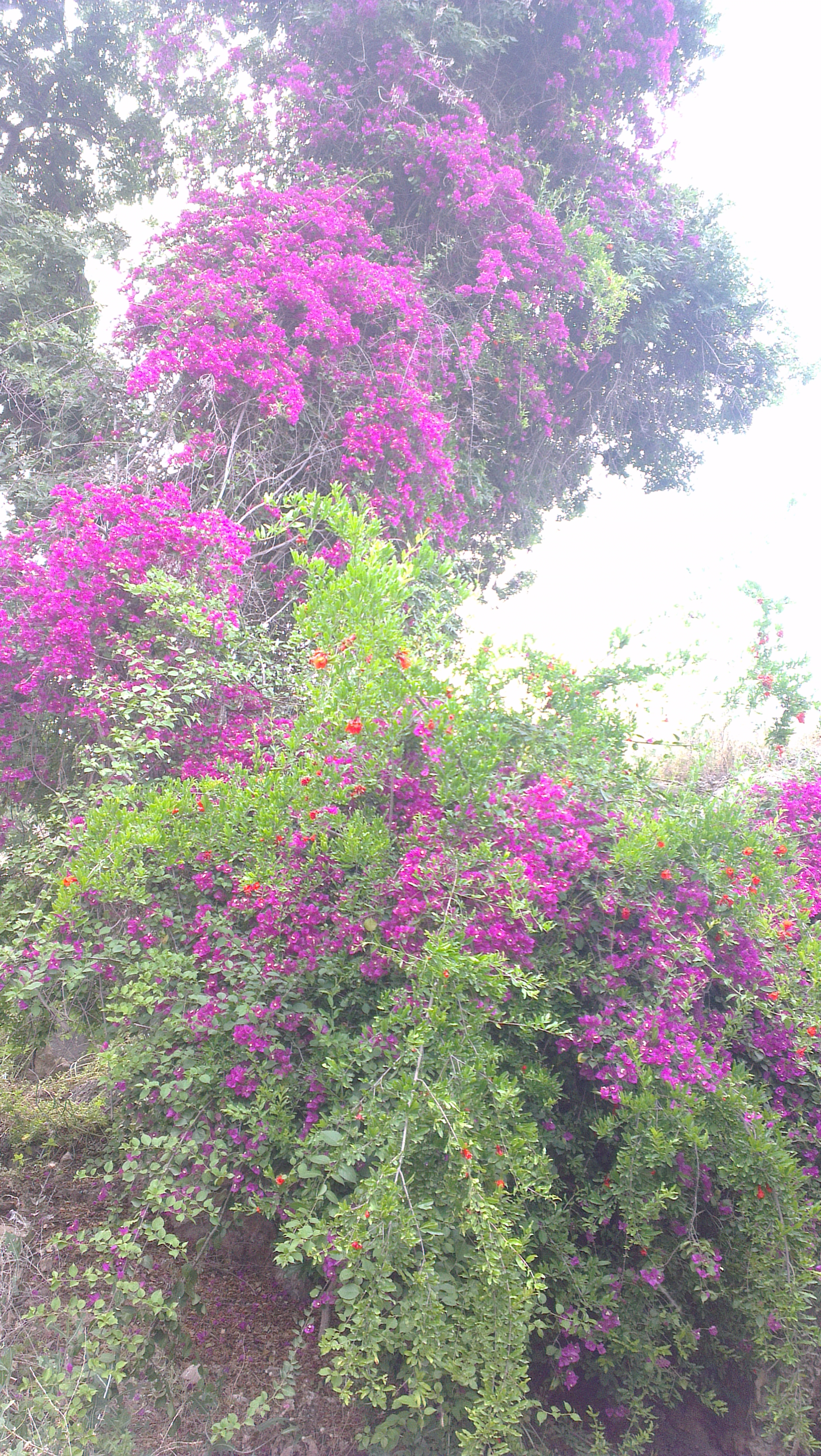
نمونه‌ای از درختان چشمه بلقیس
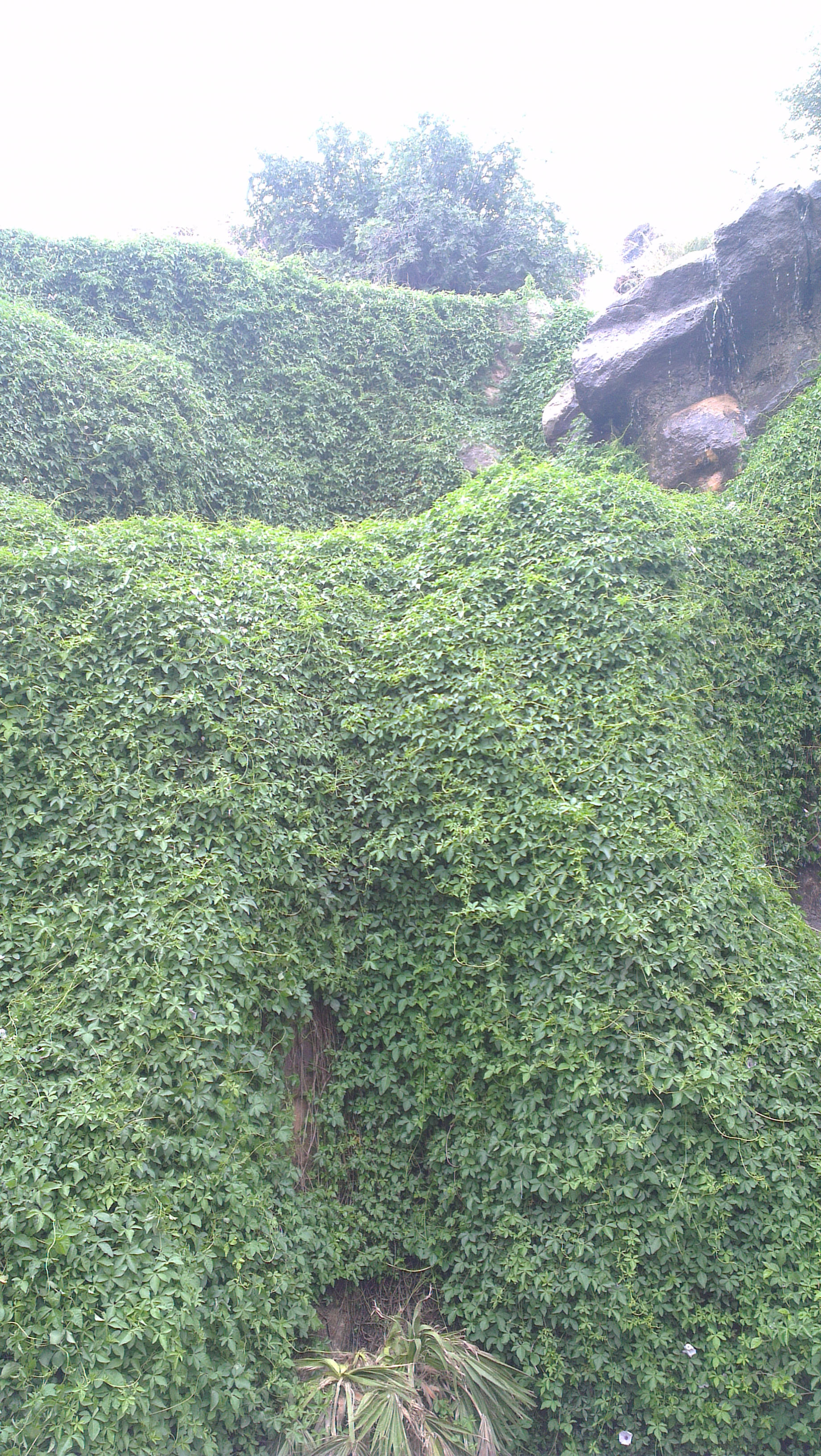
نمونه‌ای از گیاهان چشمه بلقیس
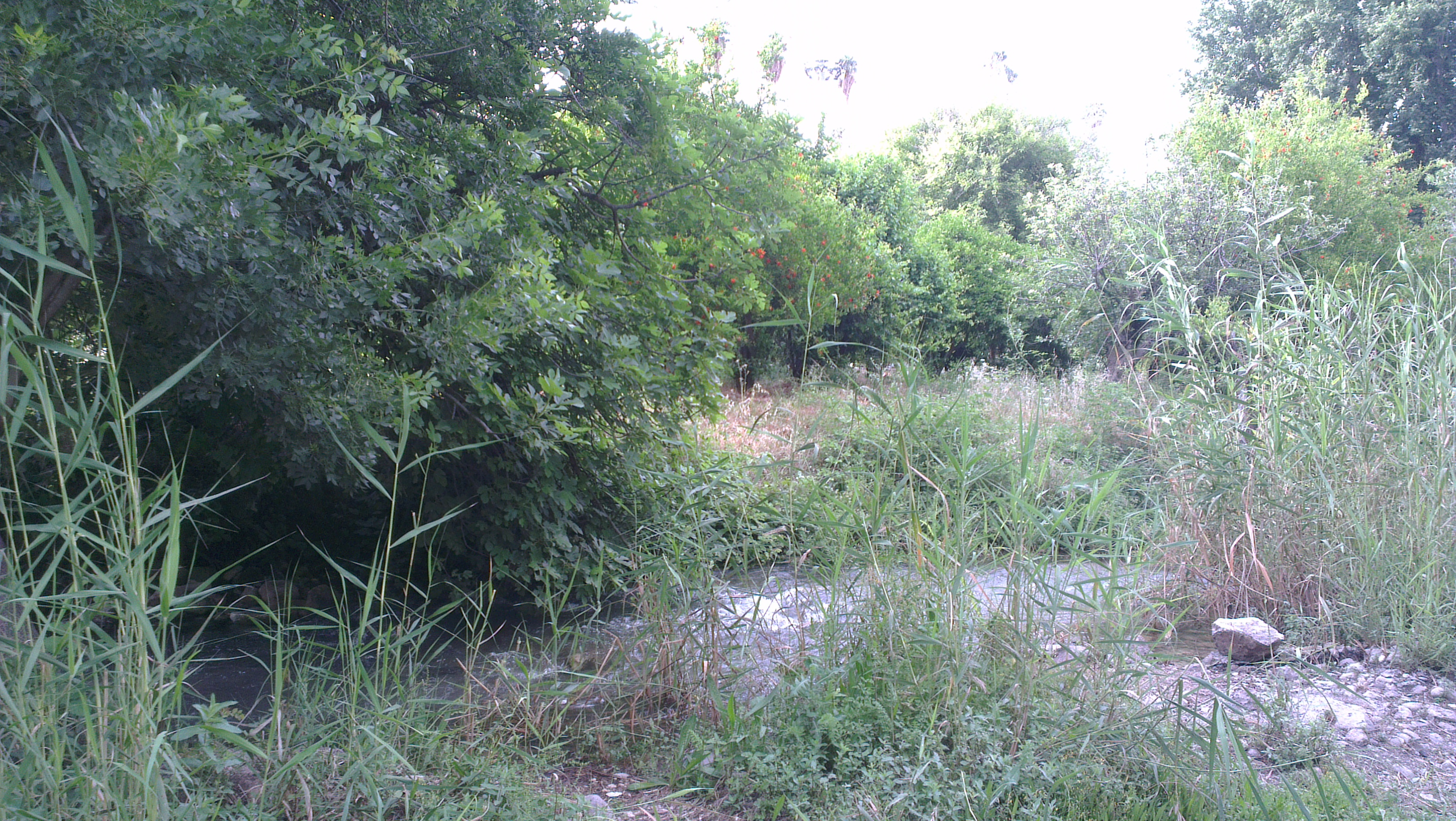
یکی از رودهای خروجی باغ چشمه بلقیس
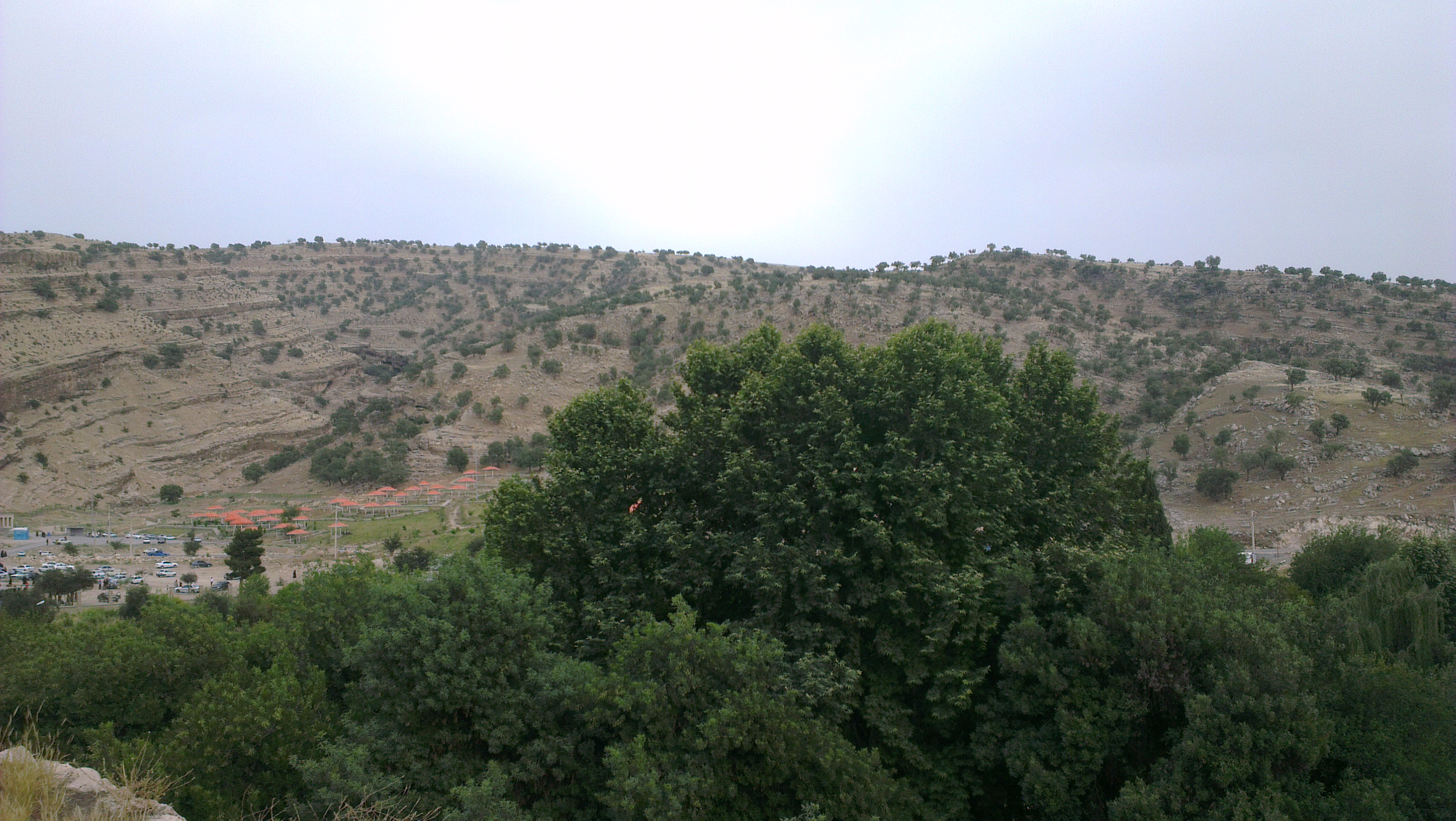
الاچیق‌های چشمه بلقیس
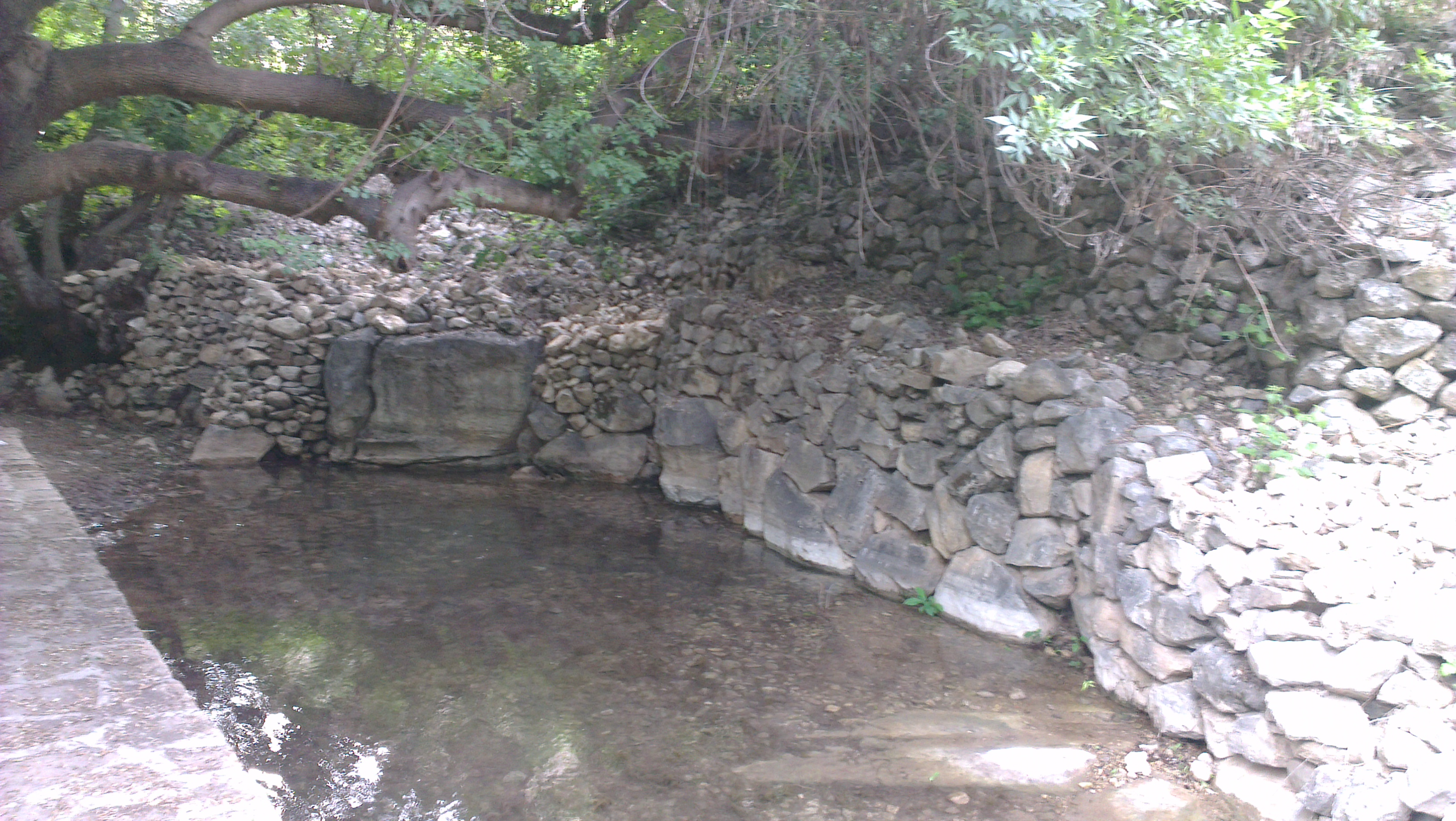
یکی از حوضچه‌های چشمه بلقیس چرام
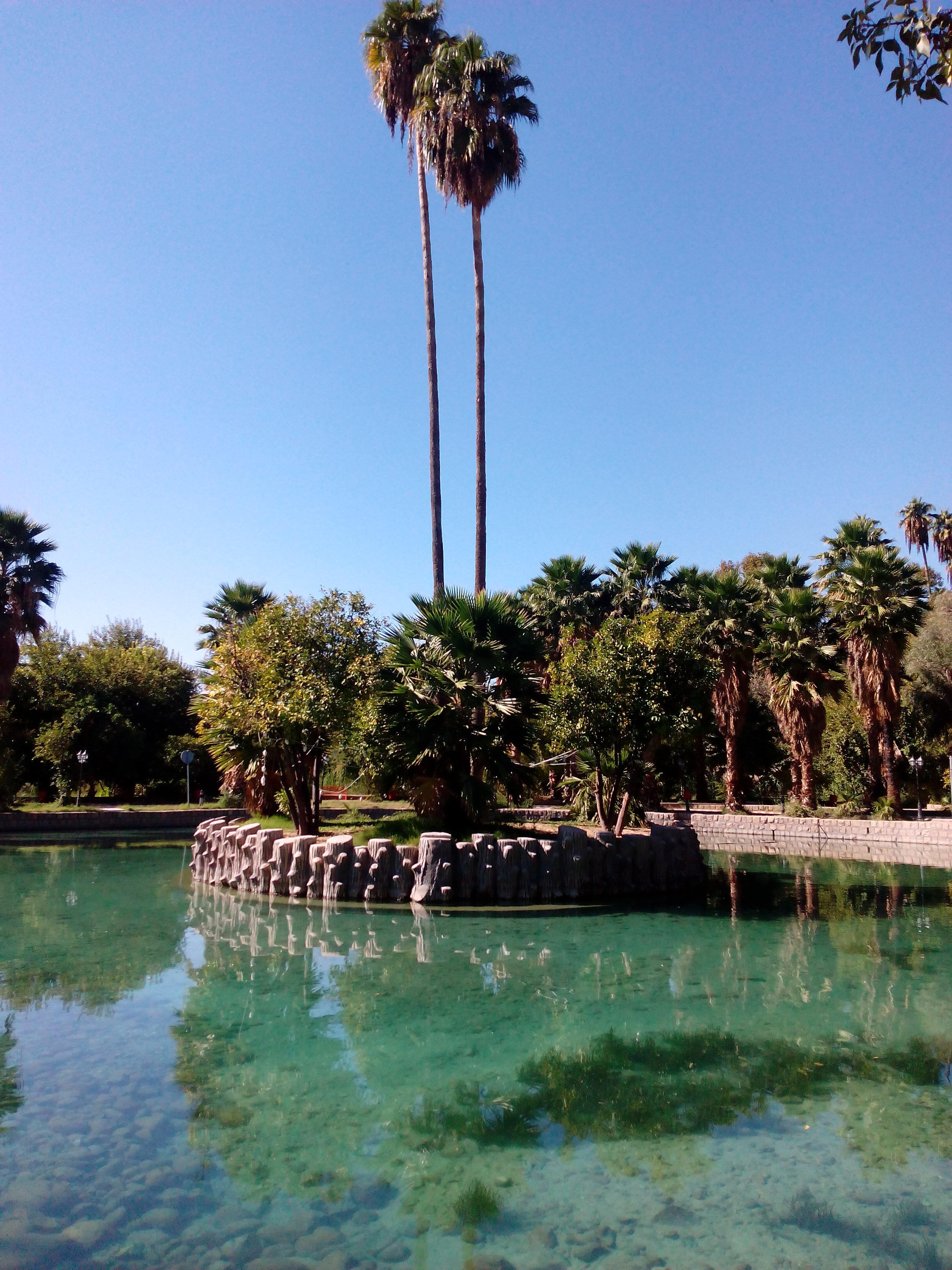
حوض مرکزی باغ چشمه بلقیس
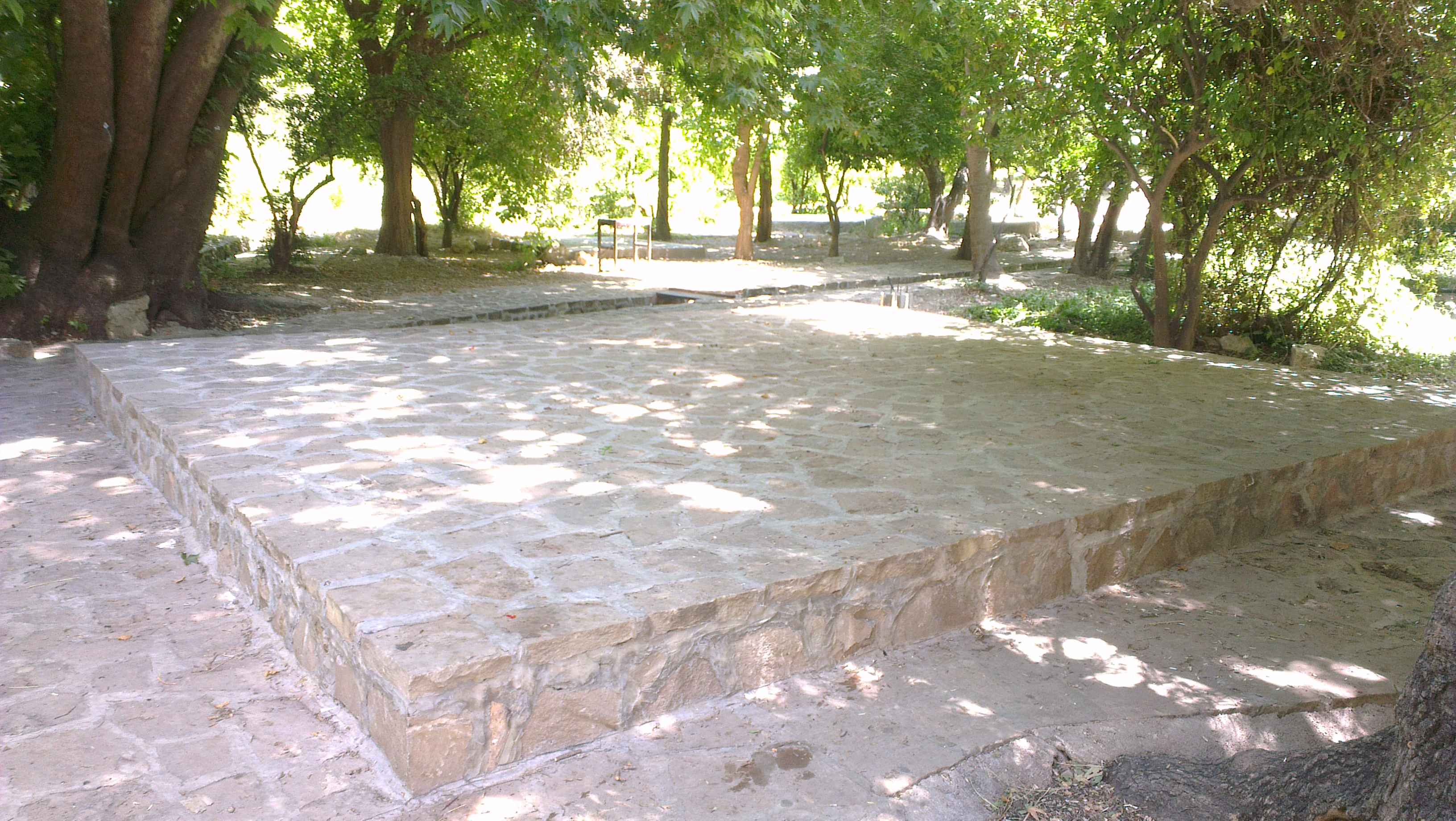
نمونه سکوهای اسکان خانواده در درون باغ
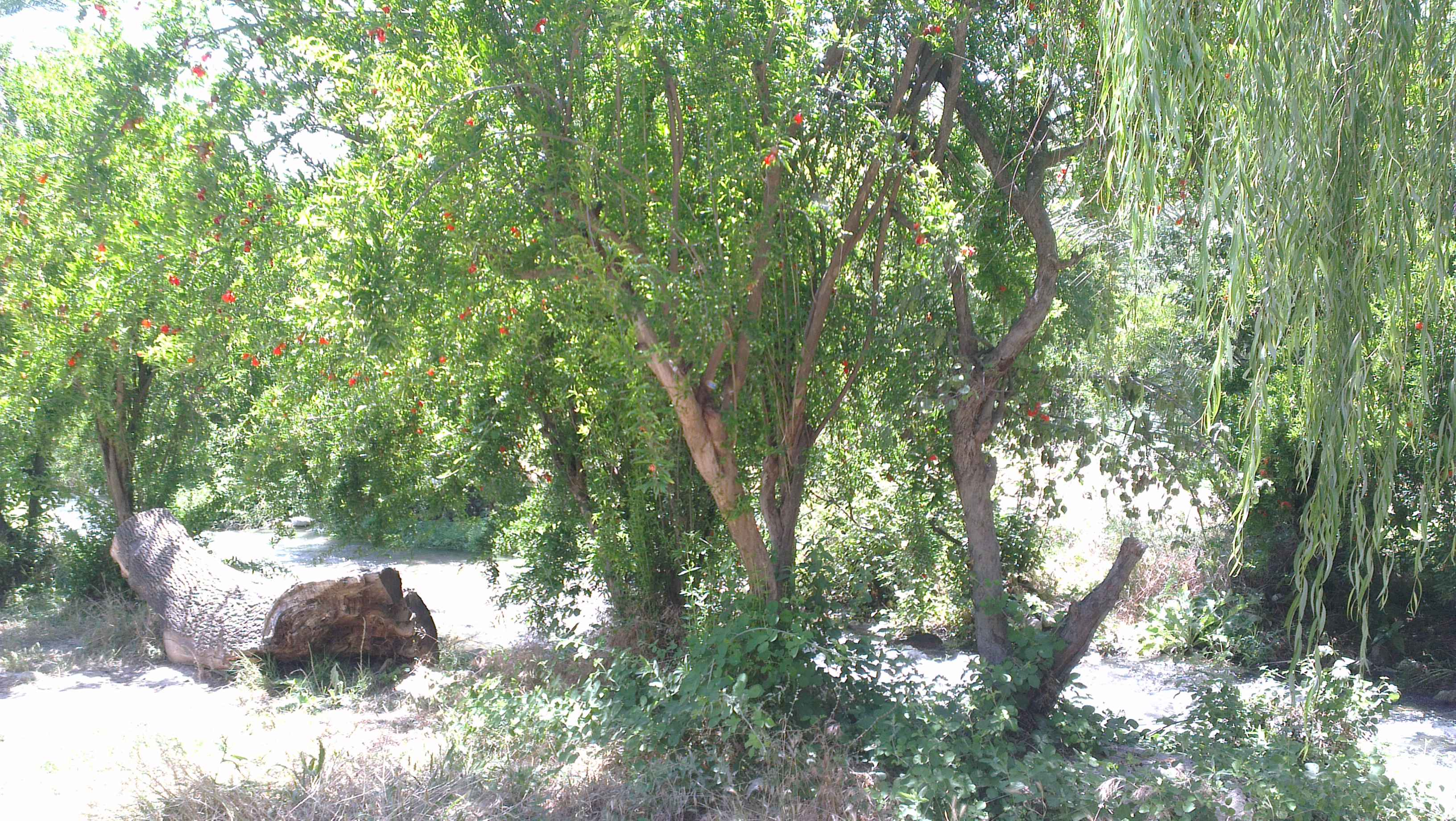
رودخانه باغ چشمه بلقیس
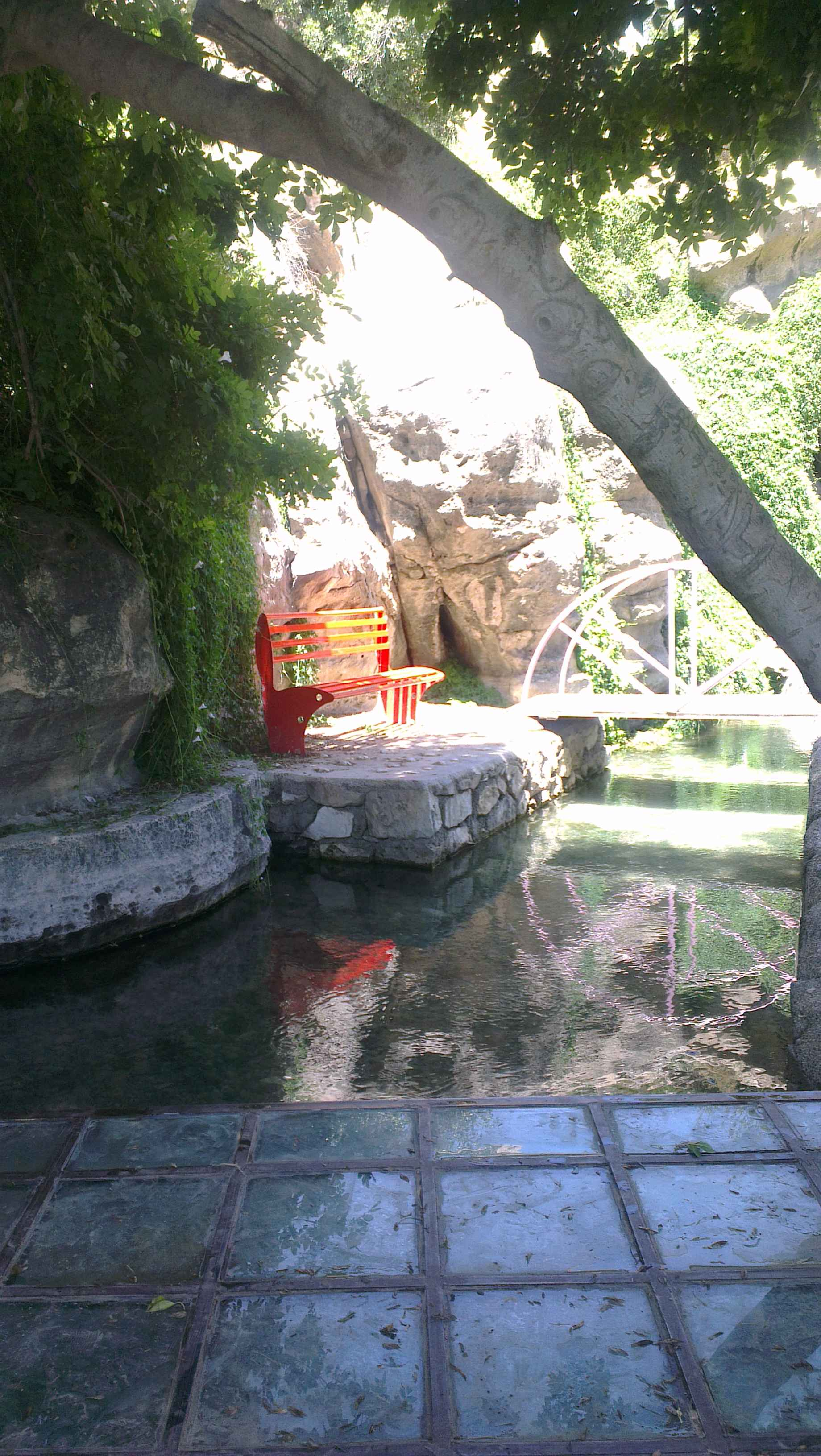
نمایی از درون باغ چشمه بلقیس
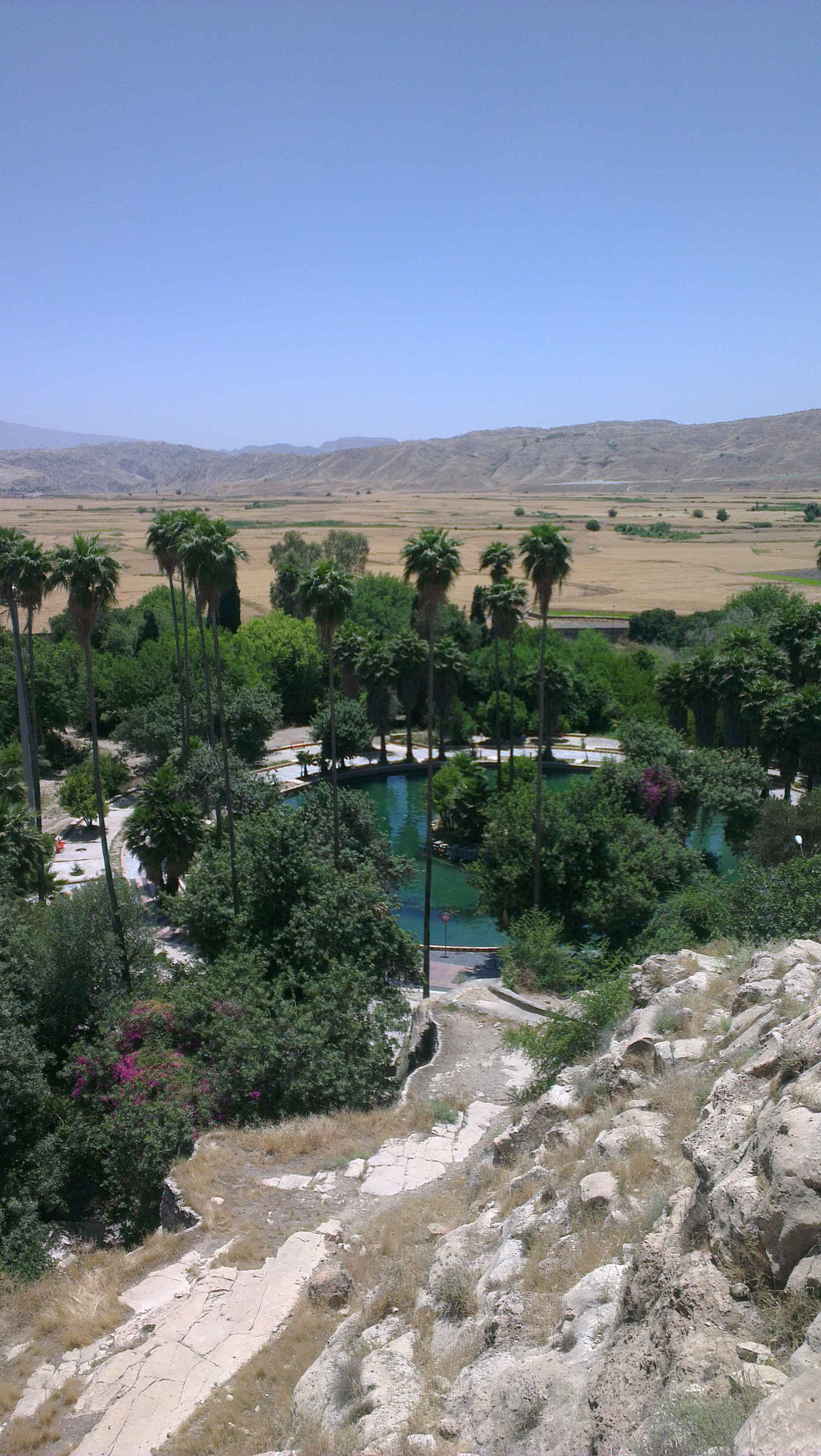
حوض مرکزی چشمه بلقیس از نمای بالا
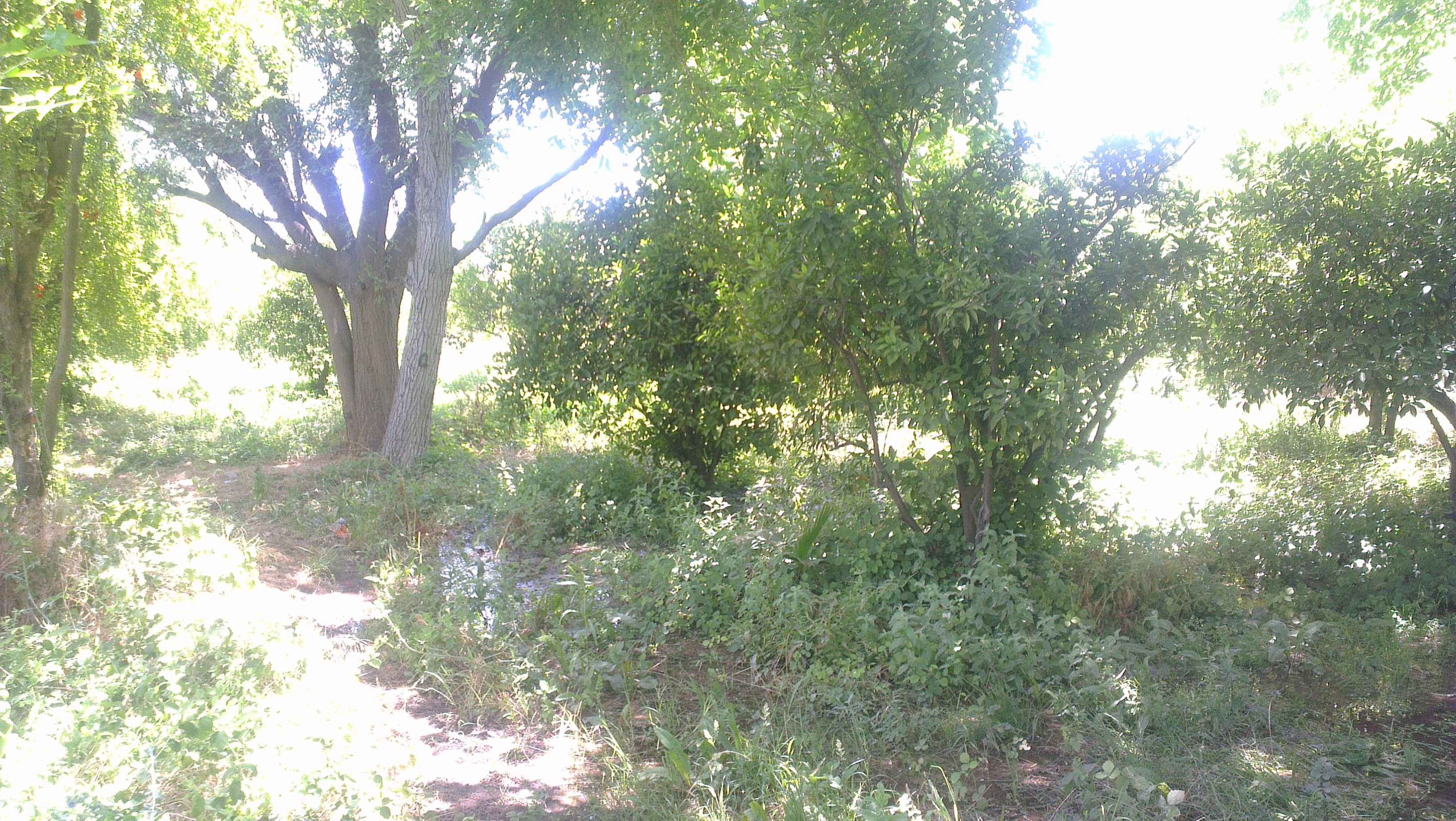
بخش بکر و طبیعی باغ چشمه بلقیس
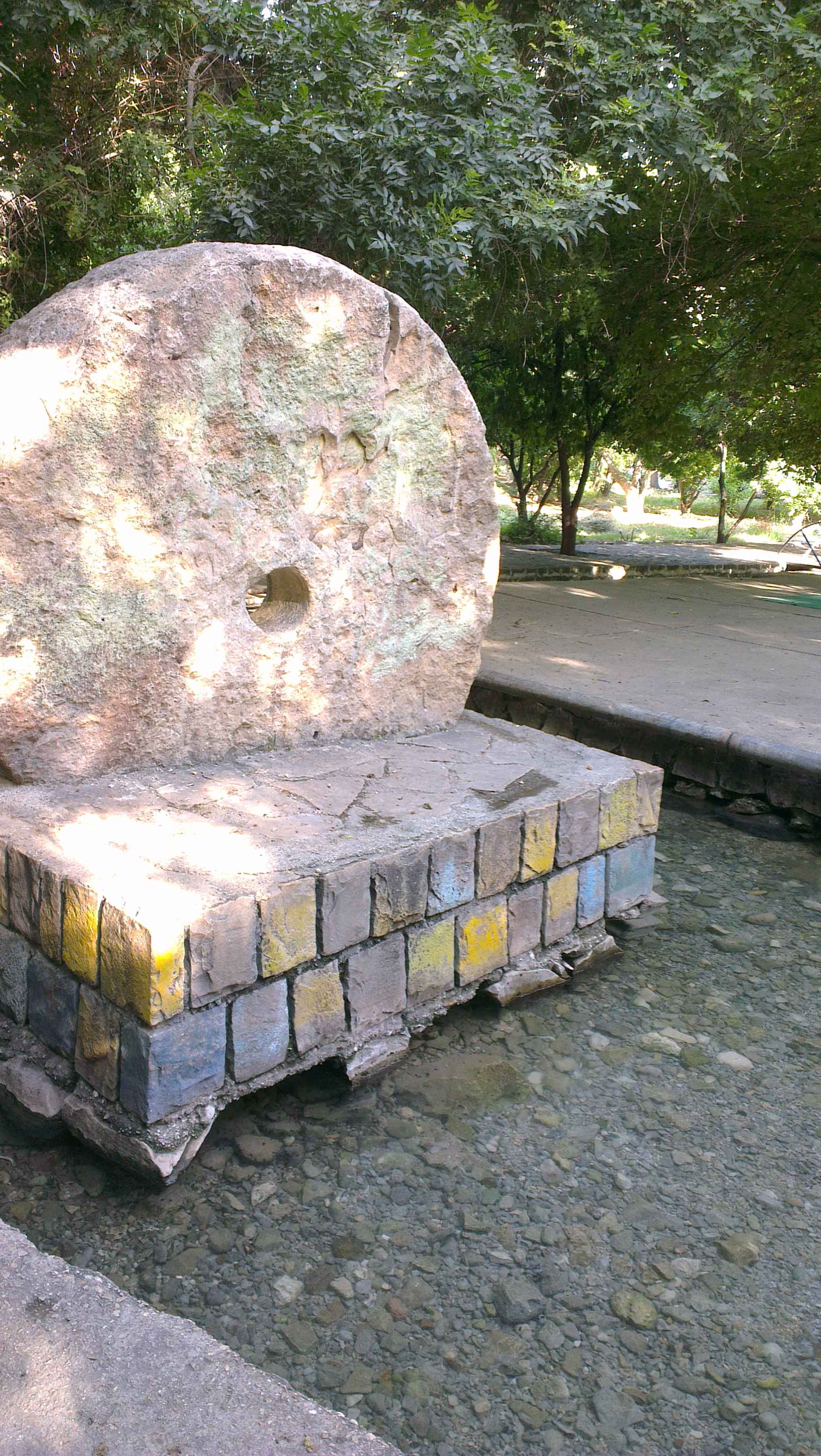
سنگ پایین اسیاب سنگی قدیمی
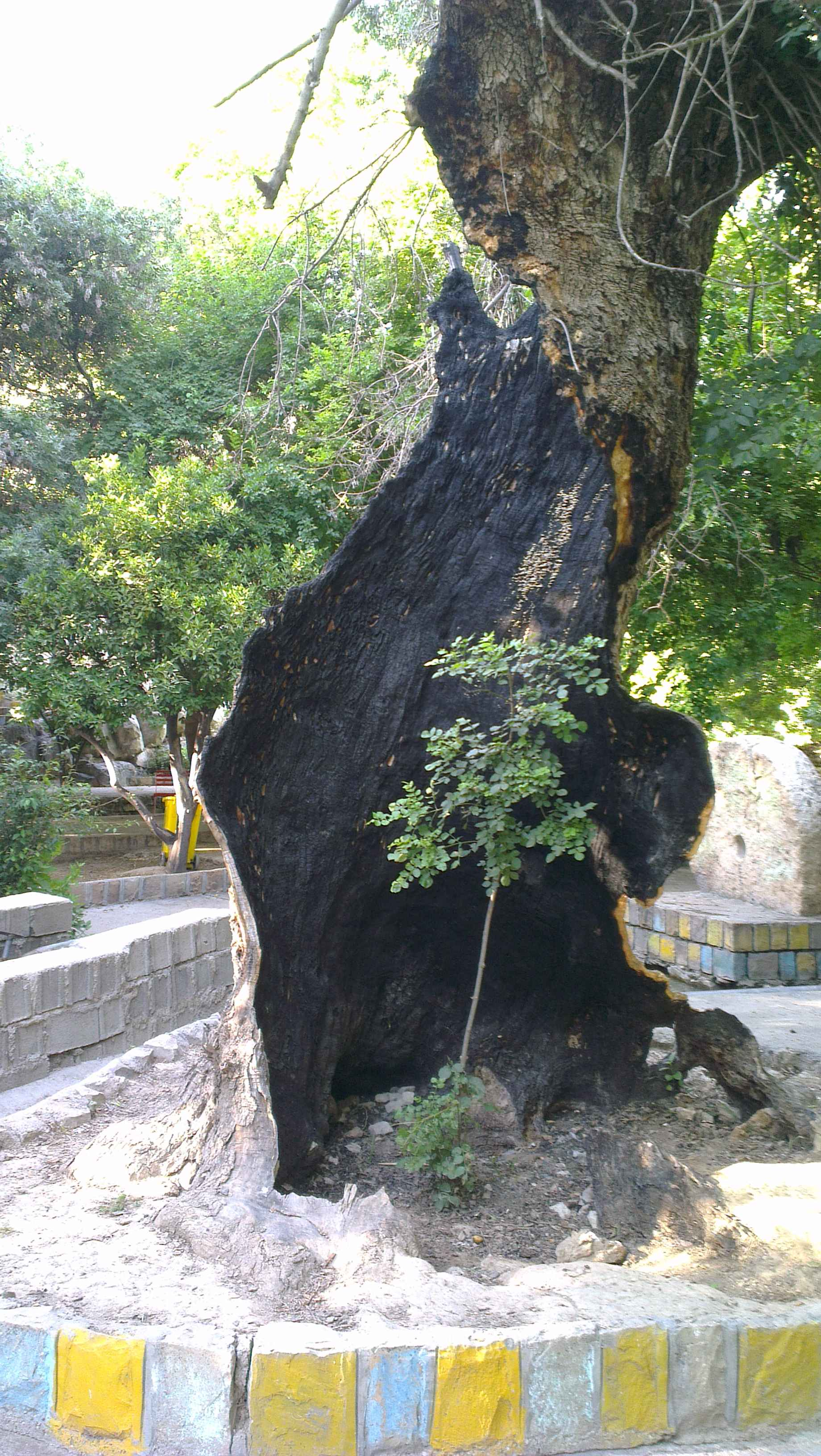
رشد گیاه جوان در لاشه گیاه پیر
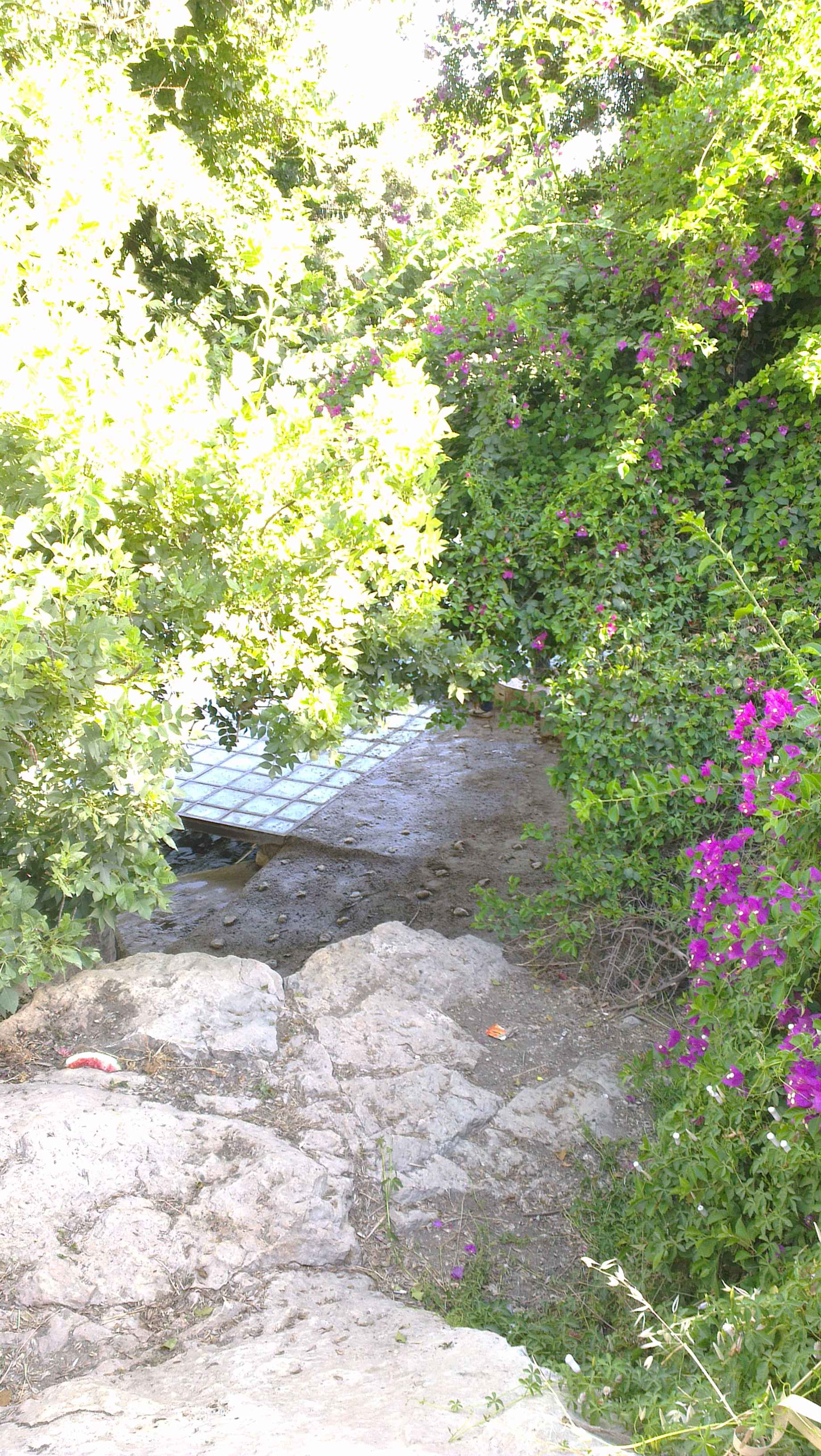
نمای بالا از کوه چشمه بلقیس
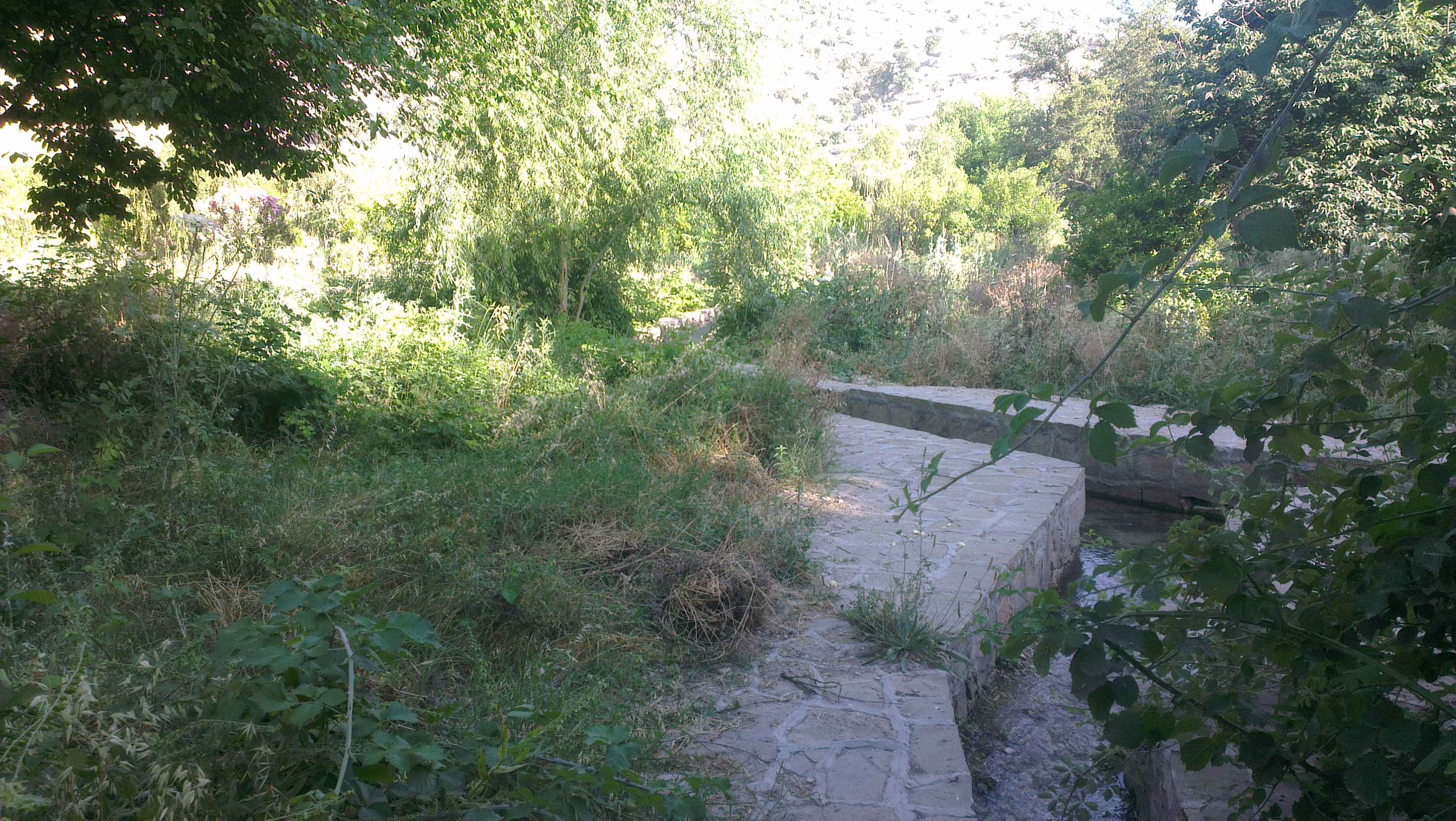
جوی‌های اب فرعی چشمه بلقیس
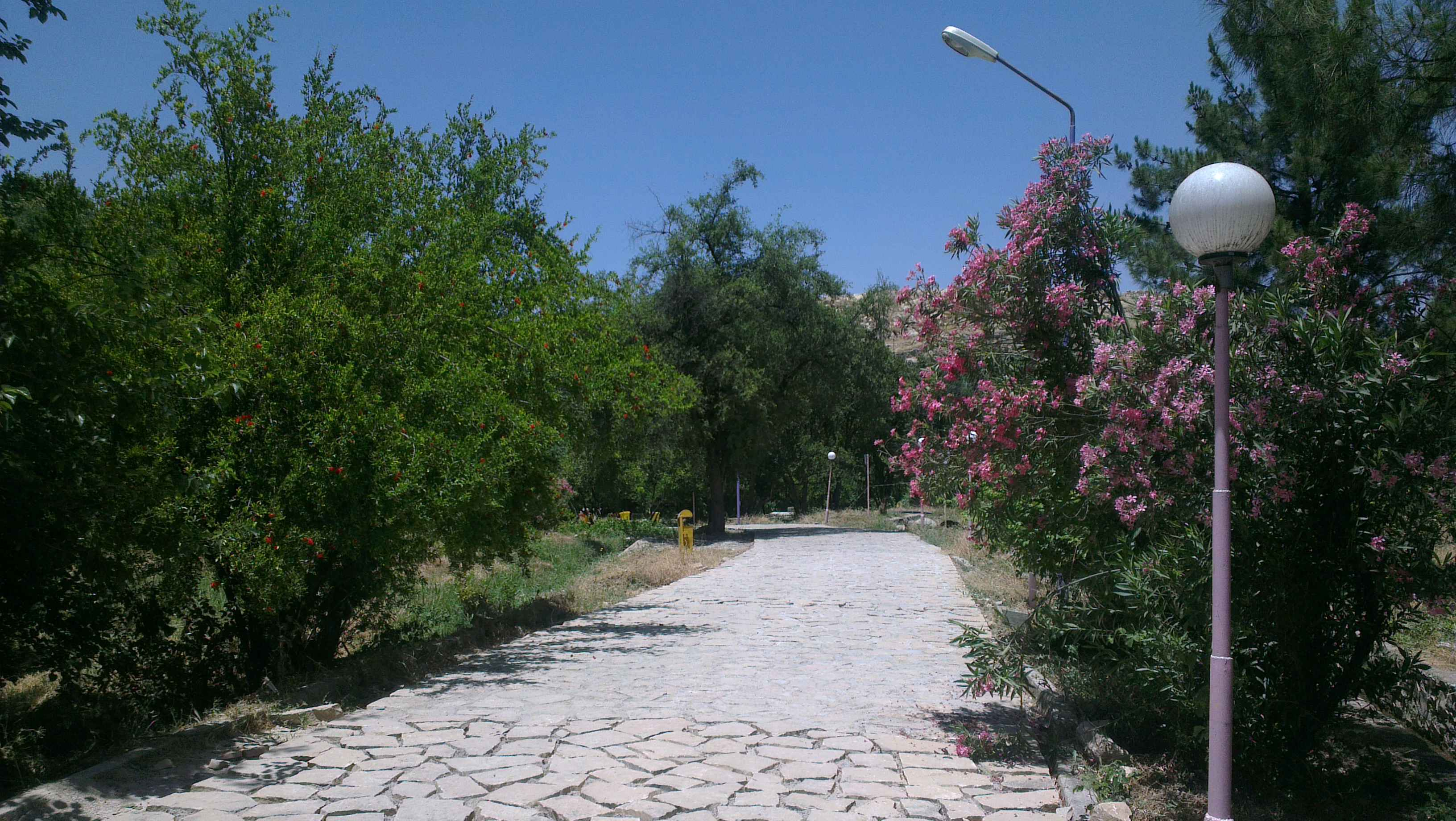
ورودی باغ چشمه بلقیس
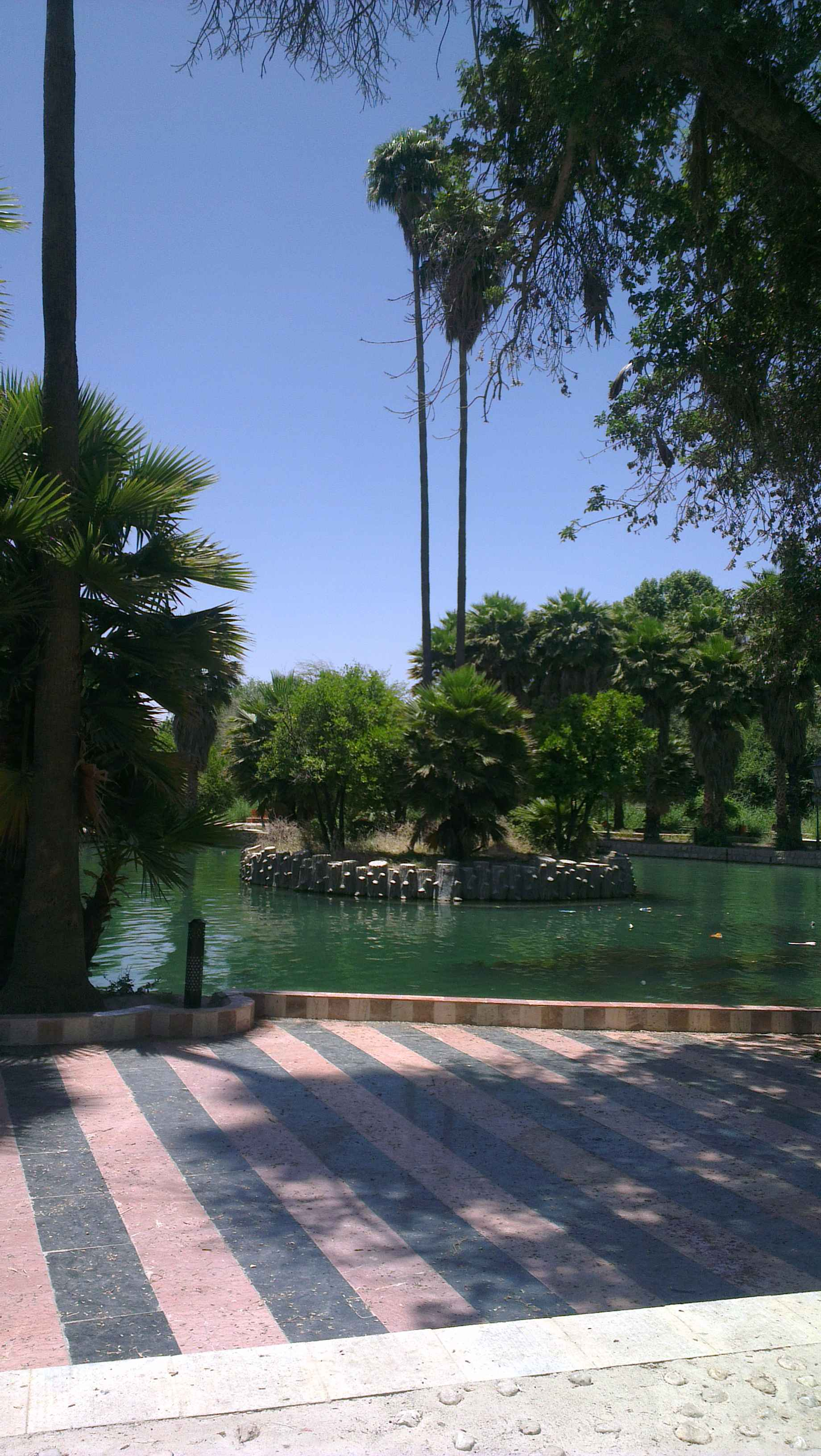
حوض مرکزی چشمه بلقیس
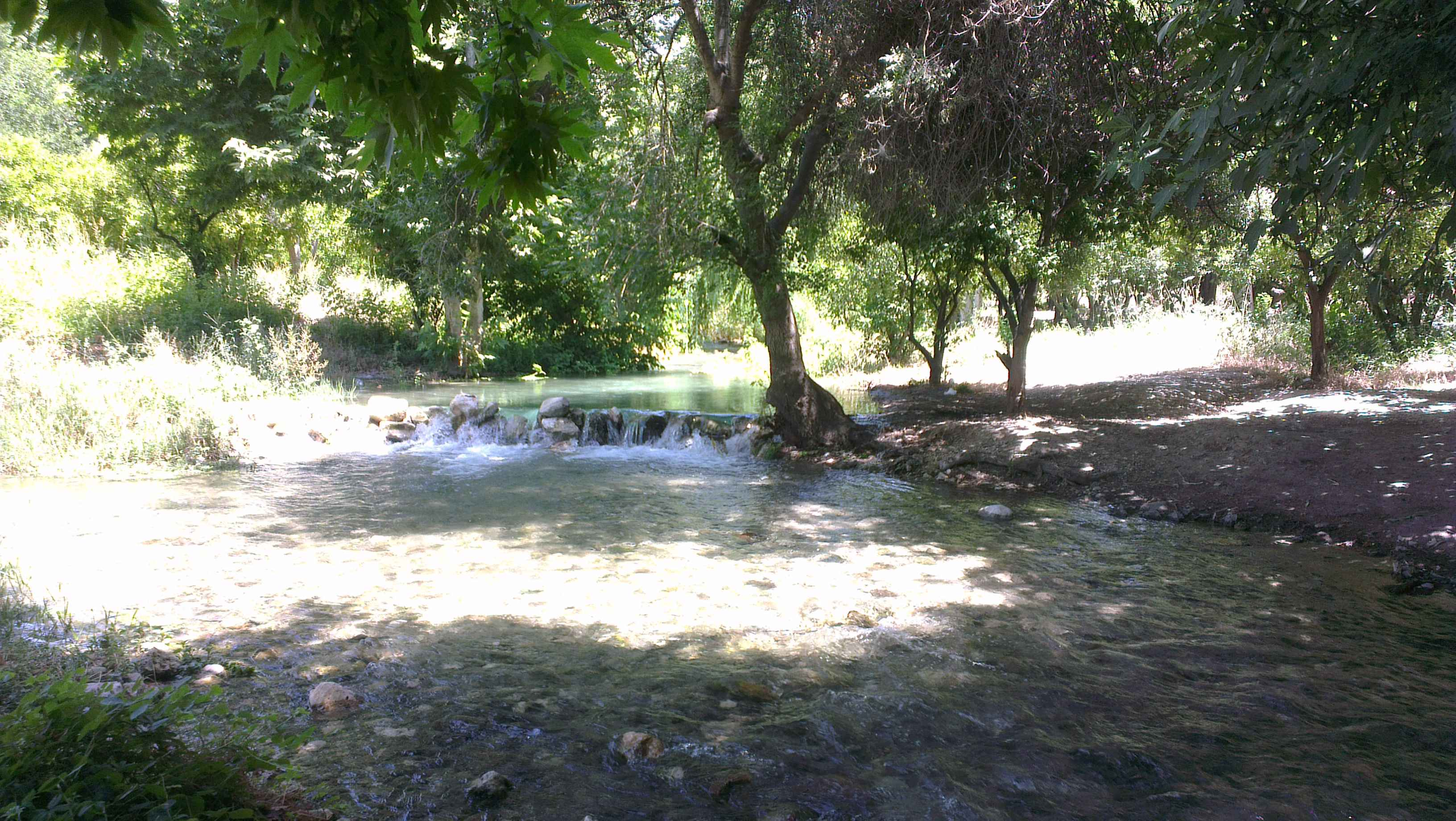
رودخانه چشمه بلقیس
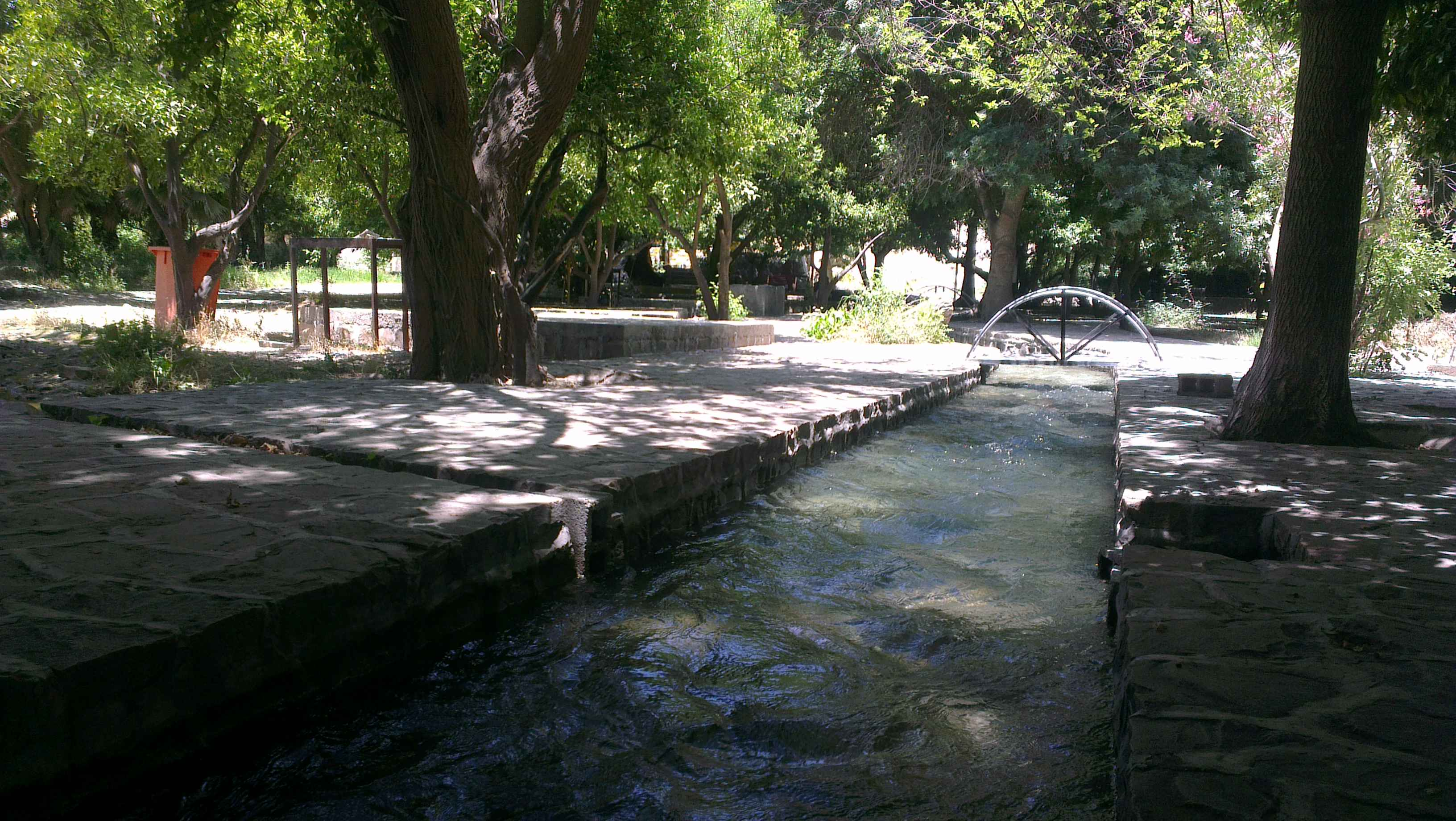
نمایی از داخل باغ چشمه بلقیس، رودخانه باغ
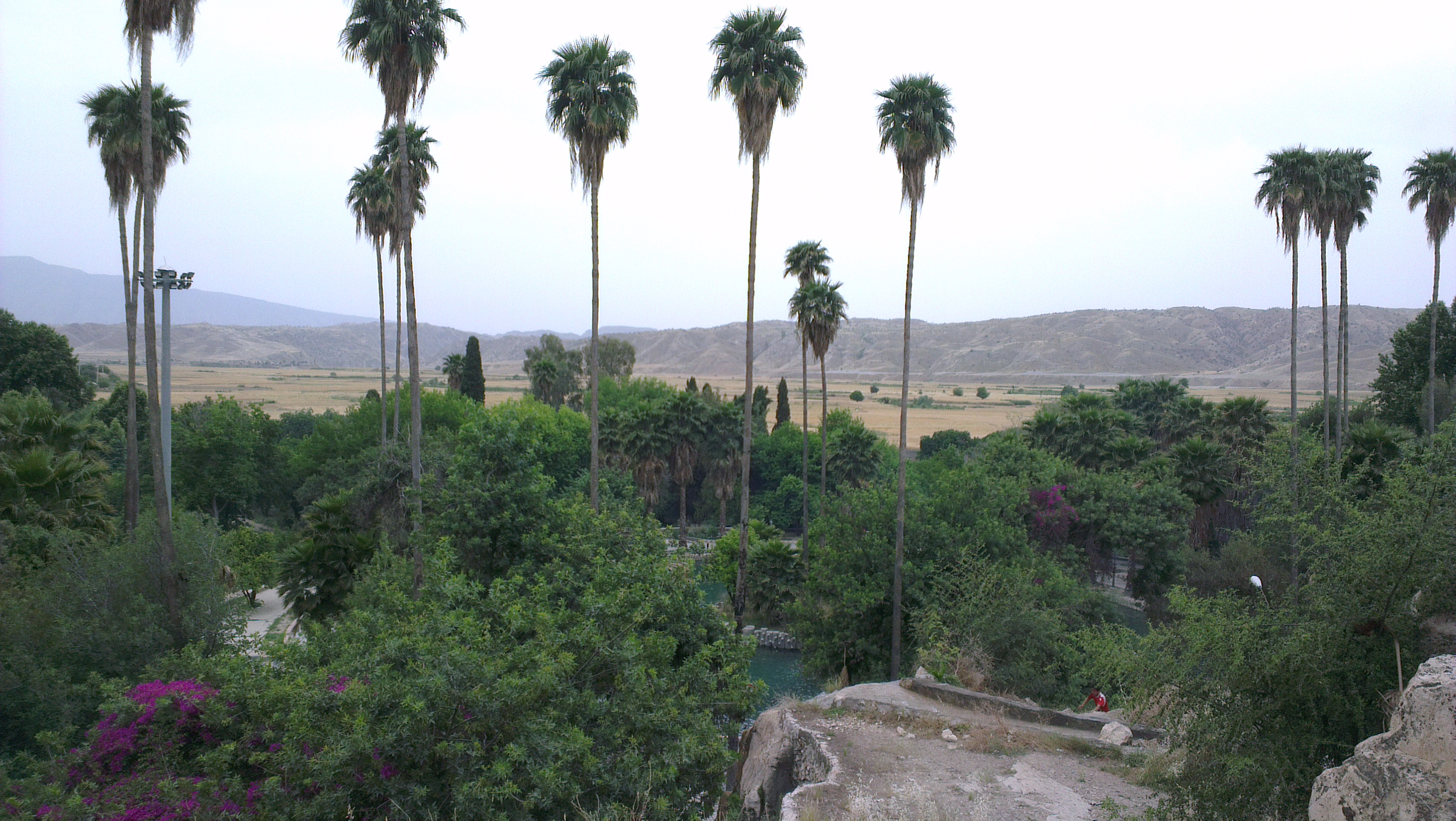
عکسی از بالای کوه چشمه بلقیس
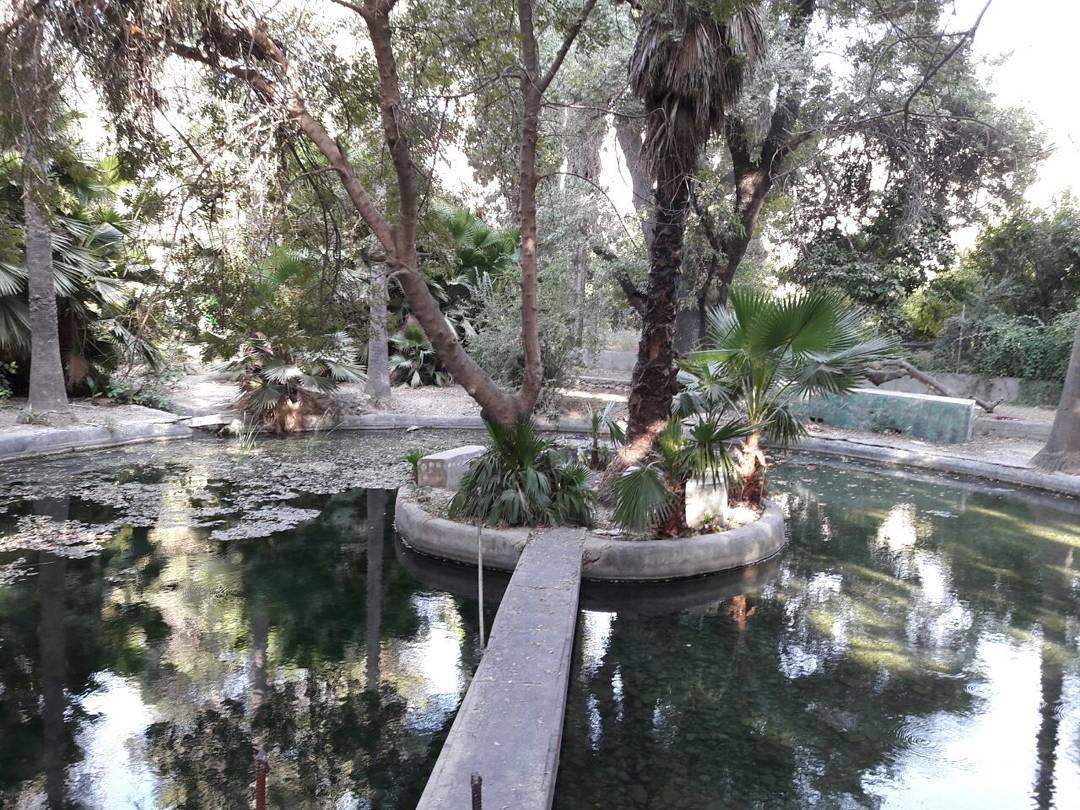
باغ عمران
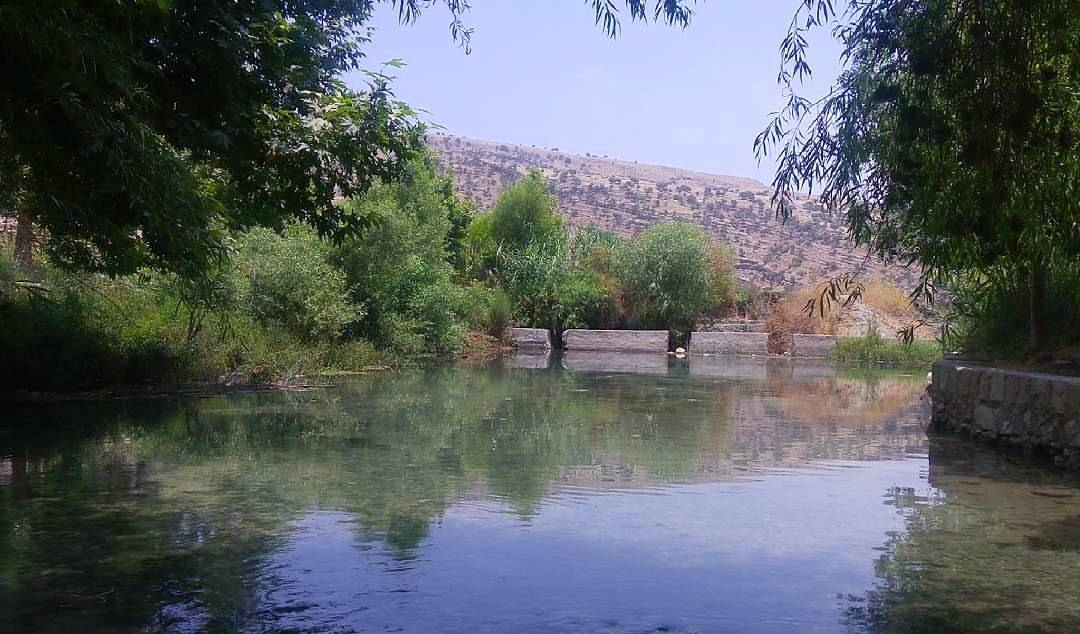
چشمه برکنا